# ژانر
ژانر (به فرانسوی: genre) یا گونه به معیارهای مختلفی که به دسته‌بندی انواع هنر می‌پردازند، گفته می‌شود.
ژانر اصطلاحی ادبی است که برای توصیف محتوای رسانه‌ای به کار می‌رود و ویژگی‌های اصلی‌ مشابهی مانند فرم، محتوا، موضوع و مانند این‌ها را دربردارد. ژانر یک اصطلاح سودمند و دم دست است که می‌توان آن را برای تشخیص چیستی محتوا به کار برد و معمولاً رسانه‌های مردم‌پسند در یکی از استانداردهای ژانری قرار می‌گیرد تا بتوانند مخاطبان علاقه‌مند و متناسب با محتوا را بیابند.
هر ژانر به مجموعه‌ای از ویژگی‌های مشترکی اشاره دارد که دسته بندیِ اشکالِ گوناگونِ بیان هنری یا محصول فرهنگی را امکان‌پذیر می‌کند؛ مثلاً ژانرِ رمان بر مجموعه‌ای از متون اشاره دارد که همگی با تعریف پایهٔ آن‌چه یک رمان را می‌سازد، سازگارند (مثلاً متونی که شخصیت‌های داستانی، ساختاری روایی و… دارند). به همین ترتیب، در رسانهٔ تلویزیون، «سوپ اُپرا یا همان سریال‌های آبکی»، برنامهٔ «مستند» یا «کمدی موقعیت» همگی به ژانرِ خاصی دلالت دارند.
ژانرها یا گونه‌های ادبی به دو دستهٔ روایی و غیرروایی تقسیم می‌شوند. رمان، حماسه، داستان کوتاه و چکامه همگی نمونه‌هایی از ژانرهای روایی‌اند. ممکن است ژانرها کاملاً تخصصی باشند؛ مثلاً «رمان تکوین شخصیت» قصهٔ بالغ‌شدن و پخته‌شدن شخصیت اصلی را بازگو می‌کند. این ژانری است که در ژانر بزرگ‌تر رمان جای می‌گیرد. گاهی ژانرها چنان ریز و تخصصی می‌شوند که پژوهشگران از اصطلاح «زیرژانر» برای توصیف‌شان استفاده می‌کنند. شباهت علیرضا قربانی و منوچهر زنده دل